# Santiago Foncillas Casaus
Santiago Foncillas Casaus (Avosca, Aragó, 24 d'octubre de 1929 - Madrid, 20 de març de 2016) fou un empresari espanyol, fundador i primer president del Círculo de Empresarios.

## Biografia
Estudià als jesuïtes de Saragossa i es llicencià en dret a la Universitat de Deusto amb premi extraordinari. Va ingressar al Cos d'Advocats de l'Estat i el 1962 va començar a treballar a Ebro, Azúcares y Alcoholes, S.A. com a secretari i cap de l'assessoria jurídica. En 1970 va ser nomenat Secretari General del Consell de l'Institut Nacional d'Indústria, càrrec que va ocupar fins a juny de 1973, quan fou nomenat Conseller Delegat de Telefónica. Durant el seu mandat va contribuir a l'automatització del servei telefònic. El 1976 deixà el càrrec i fou nomenat president executiu de Campsa (i alhora de Repsol Butano i Enagas), ocupant el càrrec fins 1980. Durant el seu mandat va fomentar la participació de Petróleos Mexicanos (Pemex) a la refineria espanyola de Petronor que va afavorir l'increment de la quota de cru en el comerç d'Estat d'Espanya. De 1978 a 1981 també va presidir Galerías Preciados i Westinghouse SA.
En 1985 fou nomenat president de la Sociedad Hispano Inmobiliaria de Gestion i el juny de 1991 fou designat vicepresident del Banco Hispano Americano. Quan aquest es va fusionar amb el Banco Central fou nomenat un dels vicepresidents del Banco Central Hispano (BCH). També fou membre dels consells d'Administració d'Antena 3, Seguros La Estrella, S.A., Vallehermoso, S.A. i Campofrío i president del Grupo Dragados de 1994 a 2002. El 2001 es va jubilar.
En 1977 fou un dels fundadors i primer president del Círculo de Empresarios, contribuint a precisar-ne els objectius, que fonamentalment consistien a defensar l'economia de lliure mercat, cedint el lloc com a òrgan representatiu dels empresaris en defensa dels seus interessos a la CEOE. Va ocupar el càrrec fins 1983 i posteriorment en fou president d'honor fins a la seva mort el 2016.

## Obres
- El mañana del petróleo, Madrid, CAMPSA, 1979
- La colaboración de la jurisdicción ordinaria con la función arbitral, Madrid, CIMA Corte Civil y Mercantil de Arbitraje, 1991.